# La Traversée du continent
La Traversée du continent est un roman de Michel Tremblay, paru en 2007.

## Résumé
Rhéauna Rathier, surnommée Nana, une jeune fille de dix ans qui vit avec ses deux sœurs chez ses grands-parents en Saskatchewan, entreprend en 1913 un long voyage en train qui lui fait traverser une grande partie du continent américain. Elle doit retrouver à Montréal sa mère qui la réclame, mais son périple sera l'occasion pour elle de découvrir, à Regina, Winnipeg et Ottawa, des mondes dont elle ne soupçonnait guère l'existence.